# Filostrato l'Egizio
Filostrato, detto Filostrato l'Egizio (in greco antico: Φιλόστρατος ὁ Αἰγύπτιος?, Philóstratos hò Aigýptios; ... – Ostracine, ...; fl. I secolo a.C.), è stato un filosofo e oratore egizio del periodo tolemaico, noto per essere stato il tutore di Cleopatra.

## Biografia
Arrivò alla corte di Alessandria probabilmente sotto Tolomeo XII e fu nominato tutore della sua seconda figlia Cleopatra, alla quale insegnò la filosofia, la retorica e l'oratoria. Quando Ottaviano conquistò l'Egitto, egli fu perdonato grazie all'intervento di Ario Didimo; andò quindi a vivere per un periodo alla corte di Erode il Grande, per poi morire in povertà nella città di Ostracine.